# Herb gminy Cyców
Herb gminy Cyców – jeden z symboli gminy Cyców, ustanowiony 30 grudnia 2015.

## Wygląd i symbolika
Herb przedstawia na tarczy w polu czerwonym dwie skrzyżowane ze sobą szable o srebrnych głowniach i złotych rękojeściach symbolizujące bitwę pod Cycowem z 16 sierpnia 1920 r. Pomiędzy sztychami, w głównej części tarczy srebrne czółenko tkackie.